# Episodi de La signora in giallo (quinta stagione)
La quinta stagione della serie televisiva La signora in giallo è composta da 22 episodi, trasmessi per la prima volta negli Stati Uniti sul canale CBS tra il 23 ottobre 1988 e il 21 maggio 1989.
In Italia, la stagione è stata trasmessa in disordine e in prima visione fra l'8 gennaio 1991 e il 14 luglio 1995 su Rai 1, eccetto il primo episodio trasmesso il 2 luglio 2004.
| nº | Titolo originale                     | Titolo italiano                   | Prima TV USA     | Prima TV Italia   |
| -- | ------------------------------------ | --------------------------------- | ---------------- | ----------------- |
| 1  | J.B. as in Jailbird                  | Jessica in prigione               | 23 ottobre 1988  | 2 luglio 2004     |
| 2  | A Little Night Work                  | Un lavoretto notturno             | 30 ottobre 1988  | 28 agosto 1991    |
| 3  | Mr. Penroy's Vacation                | La scomparsa del signor Penroy    | 6 novembre 1988  | 22 agosto 1991    |
| 4  | Snow White, Blood Red                | Per il morto: seguire la freccia  | 13 novembre 1988 | 8 gennaio 1991    |
| 5  | Coal Miner's Slaughter               | Delitto in miniera                | 20 novembre 1988 | 13 luglio 1992    |
| 6  | Wearing of the Green                 | Jessica e la Regina di Tara       | 27 novembre 1988 | 25 gennaio 1991   |
| 7  | The Last Flight of the Dixie Damsel  | L'ultimo volo del Dixie Damsel    | 18 dicembre 1988 | 7 agosto 1991     |
| 8  | Prediction: Murder                   | Un omicidio annunciato            | 1º gennaio 1989  | 8 agosto 1991     |
| 9  | Something Borrowed, Someone Blue     | Un regalo di nozze                | 8 gennaio 1989   | 15 settembre 1992 |
| 10 | Weave a Tangled Web                  | Le due facce di Vivian            | 15 gennaio 1989  | 13 aprile 1992    |
| 11 | The Search for Peter Kerry           | Chi ha visto Peter Kerry?         | 5 febbraio 1989  | 4 settembre 1992  |
| 12 | Smooth Operators                     | Bisturi allegri                   | 12 febbraio 1989 | 1º settembre 1992 |
| 13 | Fire Burn, Cauldron Bubble           | Trecento anni, ma non li dimostra | 19 febbraio 1989 | 9 settembre 1992  |
| 14 | From Russia with Blood               | Vodka col morto                   | 26 febbraio 1989 | 9 agosto 1991     |
| 15 | Alma Murder                          | Lezione d'omicidio                | 12 marzo 1989    | 29 aprile 1991    |
| 16 | Truck Stop                           | Stazione di servizio              | 2 aprile 1989    | 22 gennaio 1991   |
| 17 | The Sins of Castle Cove              | I peccati di Castle Cove          | 9 aprile 1989    | 16 giugno 1992    |
| 18 | Trevor Hudson's Legacy               | L'eredità di Trevor Hudson        | 16 aprile 1989   | 31 agosto 1992    |
| 19 | Double Exposure                      | Partita doppia                    | 30 aprile 1989   | 4 giugno 1992     |
| 20 | Three Strikes, You're Out            | Fuori gioco                       | 7 maggio 1989    | 8 settembre 1992  |
| 21 | Mirror, Mirror, On the Wall (Part 1) | Jessica e la mela (prima parte)   | 14 maggio 1989   | 16 aprile 1992    |
| 22 | Mirror, Mirror, On the Wall (Part 2) | Jessica e la mela (seconda parte) | 21 maggio 1989   | 11 maggio 1993    |

## Jessica in prigione
- Titolo originale: J.B. as in Jailbird
- Diretto da: Anthony Pullen Shaw
- Scritto da: Robert E. Swanson

Jessica deve incontrarsi col nipote Grady e in aeroporto incontra Michael Hagarty, che si offre di darle un passaggio fino all'hotel. Durante il tragitto Michael chiede a Jessica se può fare una deviazione e lei acconsente, credendo che si tratti di una semplice commissione. In realtà, quando Michael scende dall'auto, Jessica viene avvicinata da un uomo che le intima di dargli le chiavi del mezzo. All'improvviso però l'uomo viene colpito da un proiettile e muore: nella concitazione del momento la signora Fletcher viene arrestata con l'accusa di averlo ucciso e condotta dietro le sbarre. La donna cerca di dimostrare la sua estraneità ai fatti, ma Michael risulta irreperibile e Grady, convocato dagli inquirenti, afferma di non conoscerla.
- Altri interpreti: Maureen Arthur (Veronica), Sam Behrens (Kevin Styles), Michael Callan (sergente Nash), Len Cariou (Michael Hagarty), Maxwell Caulfield (Roger Travis), John Rhys-Davies (Lancaster), Leslie Easterbrook (Glenda Morrison), Michael Horton (Grady Fletcher), Ron O'Neal (sergente Joe Santiago), Debbie Zipp (Donna Mayberry), Joseph Ruskin (Ivanov)

## Un lavoretto notturno
- Titolo originale: A Little Night Work
- Diretto da: Walter Grauman
- Scritto da: Peter S. Fischer

Durante un ricevimento elegante a New York, Jessica incontra una serie di persone dell'alta società, tra cui il ricco editore Axel Weingard, il distinto e affascinante Dennis Stanton e l'imprenditore Theo Wexler, che ha appena acquistato la società dell'agente letterario della signora Fletcher. Nelle ore successive si verificano degli episodi molto particolari: durante la notte infatti Jessica sorprende Stanton sul suo balcone e la mattina dopo viene denunciato il furto di un prezioso collier appartenente alla moglie di Weingard; poco dopo inoltre Weingard viene rinvenuto morto e il tenente incaricato delle indagini arresta un giovane cameriere, Andy Broom, che la sera prima aveva avvicinato Jessica per farle leggere un suo scritto. Ben presto Jessica capisce che Dennis è un ladro ma si convince che né lui né Andy siano responsabili del delitto.
- Altri interpreti: John Dye (Andy Broom), Jamie Farr (Theo Wexler), Leann Hunley (Shannon McBride), Conrad Janis (Miles Hatcher), Rick Jason (Axel Weingard), Keith Michell (Dennis Stanton), Joe Santos (tenente Bert Alfano), Julie Parrish (Marta Weingard), William Cort (Ray), Jensen Collier (Joanna), Frances Bergen (Janice Darrow)

## La scomparsa del signor Penroy
- Titolo originale: Mr. Penroy's Vacation
- Diretto da: Anthony Pullen Shaw
- Scritto da: Robert E. Swanson

Morris Penroy è un simpatico pensionato che da circa un anno si è trasferito a Cabot Cove, alloggiando presso la casa delle sorelle Helen e Lillian Appletree, due zitelle di mezza età; durante il suo soggiorno nella cittadina, il signor Penroy si è fatto benvolere dalla comunità locale e per il suo compleanno le signorine Appletree organizzano un rinfresco a casa loro, al quale invitano praticamente tutti i concittadini. L'uomo però muore improvvisamente il giorno prima della festa e le sorelle Appletree decidono di seppellirlo nel giardino e raccontare che è andato ad assistere un amico moribondo, per poi incassare i soldi della sua pensione in modo da far fronte ai loro debiti. Nelle ore successive giungono in visita a Cabot Cove alcuni strani individui, tra cui un bizzarro reverendo e una piacente signora che afferma di essere la moglie di Penroy; quando, la sera stessa, il reverendo viene ucciso con un forcone nel giardino delle signorine Appletree, le due donne non possono far altro che seppellire anche lui accanto al signor Penroy, ma i due cadaveri saltano presto fuori e le due zitelle vengono sospettate di omicidio. Il nuovo sceriffo, Mort Metzger, si trova così con una bella gatta da pelare e, su suggerimento del suo predecessore, decide di chiedere aiuto alla signora Fletcher.
- Altri interpreti: Norman Alden (Bart Klapper), Candice Azzara (Marilee Coleson), Don Calfa (Clifford Coleson), Tim Choate (Daryl Croft), Henry Jones (Morris Penroy), Joan Leslie (Lillian Appletree), Ron Masak (sceriffo Mort Metzger), Richard Paul (Sam Booth), William Windom (dottor Seth Hazlitt), Teresa Wright (Helen Appletree), Will Nye (Floyd)

## Per il morto: seguire la freccia
- Titolo originale: Snow White, Blood Red
- Diretto da: Vincent McEveety
- Scritto da: Peter S. Fischer

Jessica sta trascorrendo il weekend in un resort sulle montagne del Colorado. Gli altri ospiti della struttura sono un ex tenente della polizia di New York con la moglie, nonché l'intera squadra nazionale di sci maschile, in procinto di prendere parte ai prossimi campionati mondiali. Mentre una tempesta di neve isola il resort, al suo interno cominciano a emergere dei dissidi: l'uomo di punta del team sciistico, Gunnar Tilstrom, annuncia di volersi ritirare, mandando su tutte le furie l'allenatore Karl Anderson e la sponsor Pamela Leeds; inoltre Tilstrom, noto sciupafemmine, ha una relazione con Ann, la moglie di Mike Lowry, proprietario del resort nonché ex membro della squadra di sci, costretto al ritiro dopo un brutto infortunio. Quando Tilstrom viene ucciso con una freccia scoccata in pieno petto, i sospetti sono molti e la signora Fletcher accetta di collaborare col tenente per risolvere il caso; poco dopo però altri tre membri della squadra restano vittime della stessa mano omicida: il placido Larry McIver viene assassinato nelle docce e l'allenatore Karl Anderson viene ammazzato nella rimessa. Johnny Dowd, invece, viene colpito al braccio da una freccia ma rimane l'unico sopravvissuto della squadra. A questo punto la signora Fletcher comincia a vagliare tre ipotesi, una delle quali si rivelerà corretta.
- Altri interpreti: Ronnie Claire Edwards (Sylvia McMasters), Eric Allan Kramer (Gunnar Tilstrom), John Laughlin (Mike Lowery), Barry Newman (tenente Ed McMasters), Tony O'Dell (Larry McIver), Cyril O'Reilly (John Dowd), Jamie Rose (Anne Lowery), Emma Samms (Pamela Leeds), Bo Svenson (Karl Anderson), George Wyner (dottor Lewis)

## Delitto in miniera
- Titolo originale: Coal Miner's Slaughter
- Diretto da: Walter Grauman
- Scritto da: Chris Manheim

A dieci anni dalla morte del padre, rimasto ucciso in un'esplosione insieme ad alcuni suoi colleghi minatori, Molly Connors, dopo aver conseguito una laurea in legge, intende dimostrare che l'esplosione fu causata dalla negligenza del proprietario della miniera, Tyler Morgan. Questi è un uomo privo di scrupoli e, volendo liberarsi di Molly, la fa arrestare per aver invaso la sua proprietà privata. Per poter uscire di prigione, Molly si rivolge alla signora Fletcher, sua vecchia conoscenza, ma il giorno dopo Morgan viene trovato ucciso e l'arma del delitto è nell'auto di Molly.
- Altri interpreti: Hoyt Axton (sceriffo Tate), Barbara Bain (Nora Morgan), Chuck Connors (Tyler Morgan), Cliff De Young (Carlton Reid), Marilyn Jones (Bridie Harmon), William R. Moses (Reese Morgan), Megan Mullally (Molly Connors), Denver Pyle (Eben Connors), Jared Rushton (Travis Harmon)

## Jessica e la Regina di Tara
- Titolo originale: Wearing of the Green
- Diretto da: Seymour Robbie
- Scritto da: Peter S. Fischer

Nella gioielleria di Hudson Blackthorn è custodita la "regina di Tara", un diadema dal valore inestimabile appartenuto a Siobhan O'Dea, un'attrice ormai anziana che ha lasciato le scene molti anni addietro. Mentre Jessica si trova nella gioielleria con il proprietario, al fine di effettuare delle ricerche per il suo prossimo libro, i ladri portano via il prezioso gioiello. Le indagini vengono affidate a due detective donne, che mal sopportano le continue intrusioni della famosa scrittrice.
- Altri interpreti: Lucie Arnaz (detective Bess Stacey), Barbara Bosson (Diane Raymond), Michael Constantine (Laszlo Dolby), Erin Gray (Andrea Dean), Patty McCormack (detective Kathleen Chadwick), John McMartin (Hudson Blackthorn), David Naughton (Ken Parrish), Jean Peters (Siobhan O'Dea), David Sheiner (Leo Selkirk), Barry Dennen (Sheldon Persky)

## L'ultimo volo del Dixie Damsel
- Titolo originale: The Last Flight of the Dixie Damsel
- Diretto da: Vincent McEveety
- Scritto da: Peter S. Fischer

Il Capitano Frank Fletcher, l'amatissimo marito ormai defunto della signora Fletcher, sopravvisse all'incidente che coinvolse l'aereo militare Dixie Damsel. A trentacinque anni di distanza, il relitto dell'aereo viene rinvenuto in California e al suo interno viene finalmente ritrovato il corpo del sergente Gagliano, pilota del velivolo e unica vittima di quel tragico volo. Tutti hanno sempre creduto che l'incidente fosse stato frutto di una fatalità, ma il cadavere di Gagliano racconta un'altra verità: l'uomo è stato ucciso con un proiettile. Jessica e i vecchi colleghi di Frank sono sconvolti dalla notizia e ben presto il maggiore Cooper giunge alla conclusione che l'assassino fosse proprio Frank; naturalmente la signora Fletcher non può permettere che il nome del suo defunto coniuge venga macchiato da una simile onta e si mette così a indagare per conto suo.
- Altri interpreti: Michael Ansara (Nicholas Rossi), Jane Greer (Bonnie Phelps), Clifton James (Ray Dressler), Martin Milner (Clint Phelps), Richard Roundtree (Kevin Cooper), Robin Strasser (Sylvia Gagliano), Efrem Zimbalist Jr. (Gen. Marcus Havermeyer), Danny Hassel (tenente Gaynes)

## Un omicidio annunciato
- Titolo originale: Prediction: Murder
- Diretto da: Walter Grauman
- Scritto da: Richard Stanley e Ralph Meyering Jr.

Jessica accetta l'invito di un ex collega di suo marito, Lee Goddard, recandosi nel suo ranch a Tucson. Il figlio di Lee, Del, si è sposato con Jill, una donna volubile e molto superstiziosa; credendo di fare un piacevole regalo alla consorte, Del invita a cena il sensitivo Francesco, che per allietare i commensali comincia a fare alcune previsioni sul futuro. In realtà le previsioni su Jill sono tragiche e la donna è molto preoccupata, sebbene i familiari la invitino a non dare ascolto alla profezia di Francesco. Pian piano però le previsioni trovano riscontro nella realtà e Jill viene rapita da qualcuno che chiede un riscatto da un milione di dollari; i Goddard pagano subito la somma richiesta e Jill telefona al marito dicendogli che è stata liberata, tuttavia poco dopo il cadavere della donna viene trovato nella sua auto, precipitata giù da un crepaccio.
- Altri interpreti: Melody Anderson (Katherine Aaron), David Birney (Franchesco), Michael Parks (Ben Aaron), Lisa Pelikan (Jill Goddard), Geoffrey Scott (tenente Turner), Michael Spound (Del Goddard), Steve Kahan (Roy Parks), Lena Pousette (Greta Olsen), Dale Robertson (Lee Goddard)

## Un regalo di nozze
- Titolo originale: Something Borrowed, Someone Blue
- Diretto da: John Llewellyn Moxey
- Scritto da: Philip Gerson

Grady Fletcher sta finalmente per sposare Donna Mayberry e così Jessica si reca nella grande villa dei genitori della sposa, all'interno della quale fervono i preparativi per le nozze. La madre della sposa, Maisie, è sovreccitata e fa in modo che ogni cosa risulti perfetta agli occhi degli invitati; suo marito Franklin invece non vede di buon occhio il povero Grady e continua a rimarcare alla figlia che avrebbe preferito un altro genero. In questa casa immersa nel caos, tra l'arrivo di un ospite e l'altro, colei che fa filare tutto secondo i piani è la fidata domestica Harriet, una donna dai modi spiccioli e dal carattere prepotente. La mattina delle nozze però, a poche ore dalla cerimonia, viene rinvenuto dietro una siepe il cadavere di Harriet, pugnalata con un termometro da carne. I Mayberry non possono permettere che il matrimonio salti e così, insieme all'ispettore Slocum, decidono di nascondere per qualche ora il corpo della governante, mentre Jessica cerca di stanare l'assassino.
- Altri interpreti: Patricia Barry (Mrs. Belle Pentworth), Ray Buktenica (Kyle Laughlin), Conchata Ferrell (Harriet Lundgren), Michael Horton (Grady Ambrose Fletcher), Rick Hurst (Slocum), Bill Macy (Ben Mayberry), Howard Morris (Ziggy), Betsy Palmer (Valerie), Eugene Roche (Franklin Mayberry), Gale Storm (Maisie Mayberry), Debbie Zipp (Donna Marie Mayberry)

## Le due facce di Vivian
- Titolo originale: Weave a Tangled Web
- Diretto da: Seymour Robbie
- Scritto da: Robert E. Swanson

Eric Bowman è in procinto di divorziare dalla moglie Margo, che non sopporta più i suoi continui tradimenti e la sua passione per il gioco d'azzardo. L'uomo però finisce per essere accoltellato nella stanza di un motel di Cabot Cove e accanto al cadavere vengono trovate le chiavi dell'automobile di Vivian Proctor, irreprensibile madre di famiglia e nota donna d'affari del paesino. Lo sceriffo Metzger si reca a casa di Vivian per parlarle, ma scopre dal marito Ralph che la donna è partita per un viaggio di lavoro e così è momentaneamente impossibilitato a interrogarla. Nel frattempo anche la signora Fletcher deve partire per presenziare a un evento benefico a New York, organizzato dal ricco Miles Austin. Nell'occasione però Jessica scopre con stupore che la moglie del signor Austin è proprio la sua compaesana Vivian.
- Altri interpreti: Pamela Bellwood (Vivian Proctor), George Chakiris (Eric Bowman), Mel Ferrer (Miles Austin), Charles Haid (Augie Specter), Gloria Loring (Margo Bowman), Ron Masak (sceriffo Mort Metzger), James Sutorius (Ralph Proctor), William Windom (dottor Seth Hazlitt), Stanley Kamel (Frankie), Will Nye (Floyd), Scott Curtis (Danny Proctor)

## Chi ha visto Peter Kerry?
- Titolo originale: The Search for Peter Kerry
- Diretto da: Walter Grauman
- Scritto da: Peter S. Fischer

Il ricchissimo Andrew Kerry non ha mai perso le speranze di poter riabbracciare un giorno l'amato nipote Peter, scomparso misteriosamente molti anni prima. Tutti si sono convinti che il ragazzo sia morto, compresa l'amica di famiglia Jessica Fletcher, tuttavia Andrew dichiara pubblicamente che donerà 250.000 dollari a chiunque troverà Peter. Danny Schubert, il migliore amico dello scomparso, crede di riconoscerlo nel giovane Rick Barton, il quale racconta di aver perso la memoria anni prima in seguito a un incidente stradale. In realtà nessuno sa bene se fidarsi di Rick e soprattutto di Danny, che avrebbe molto bisogno del denaro messo a disposizione dal vecchio Andrew, per di più quando Danny viene ucciso il mistero si infittisce.
- Altri interpreti: Mason Adams (Roger Philby), Michael Beck (Danny Schubert), Sam Bottoms (sergente Joe Rice), Vanessa Brown (Alma Goodrich), Anita Morris (Leona Schubert), Lorna Patterson (Edie Lorraine), William Prince (Andrew Kerry), Marc Singer (Rick Barton), Lane Smith (Miles Underwood)

## Bisturi allegri
- Titolo originale: Smooth Operators
- Diretto da: Anthony Pullen Shaw
- Scritto da: Gerald K. Siegel

A New York Jessica si accinge a pranzare con il suo amico Timothy Hanratty, tenente della polizia; durante il loro rendez-vous il tenente è chiamato a indagare sul ritrovamento di un cadavere in un vicolo, a prima vista un barbone. Il morto però è vestito con classe e indossa una sola scarpa, il che lascia intuire che ci sia dietro una storia più complessa: l'uomo risulta essere Elliot Winston ed è schedato negli archivi della polizia in quanto è un ex alcolista. La vicina di casa e amica di Winston, Grace Fenton, assicura agli inquirenti che l'uomo si era disintossicato da anni e che aveva trovato lavoro come contabile presso una lussuosa clinica privata, l'Old York Hospital. Jessica capisce che la soluzione dell'omicidio si trova all'interno del nosocomio e perciò si fa ricoverare fingendosi la ricca vedova ipocondriaca Christine Chesterton.
- Altri interpreti: Dirk Benedict (dottor David Latimer), Nicolas Coster (dottor Craig Zachary), Lise Hilboldt (Stephanie Holtz), Shirley Knight (Grace Fenton), Barney Martin (tenente Timothy Hanratty), Michael McGrady (Leon Schnable), Dennis Patrick (dottor Robert Markle), Peter Van Norden (dottor Sid Lantz), Ed Winter (Everett Larson)

## Trecento anni, ma non li dimostra
- Titolo originale: Fire Burn, Cauldron Bubble
- Diretto da: John Llewellyn Moxey
- Scritto da: Tom Sawyer

A Cabot Cove ricorrono i trecento anni dalla morte di Patience Terhune, bruciata sul rogo nel XVII secolo con l'accusa di stregoneria. Nel paese abita ancora una sua discendente, la bibliotecaria Mildred Terhune, mentre sua sorella Irene si è trasferita vari anni prima. In occasione della macabra ricorrenza Irene fa ritorno in paese e il dottor Hazlitt afferma con sicurezza di averla vista praticare riti esoterici in una notte di luna piena. Jessica è scettica, ma quando Irene viene trovata morta, non può fare a meno di interessarsi alla vicenda.
- Altri interpreti: Juliana Donald (Irene Terhune), Brad Dourif (dottor Warren Overman), Bill Maher (Rick Rivers), Ron Masak (sceriffo Mort Metzger), Roddy McDowall (Gordon Fairchild), Russell Nype (Rev. Henry Fordyce), Christopher Stone (Adam Frobisher), Dee Wallace (Mildred Terhune), William Windom (dottor Seth Hazlitt), John J. York (Jonas Holt), Will Nye (Floyd), Bruce Gray (R.L. Pierson), Patience Cleveland (Harriet)

## Vodka col morto
- Titolo originale: From Russia with Blood
- Diretto da: Vincent McEveety
- Scritto da: Donald Ross

Jessica si trova a Mosca per prendere parte a una conferenza letteraria internazionale e durante il ricevimento un cameriere le ruba la borsetta, venendo subito inseguito e ucciso dalle guardie di sicurezza. I funzionari del KGB le restituiscono la borsetta ma trattengono il suo passaporto e quello del suo amico Sergei Chaloff, scrittore sovietico. Nel controllare il contenuto della borsa però la signora Fletcher trova un microfilm che non ha mai visto e capisce che forse dietro alla morte del cameriere c'è dell'altro.
- Altri interpreti: Jack Bannon (ispettore Bernicker), Peter Donat (Sergei Chaloff), Anthony Geary (Fyodor Alexandrov), Jeremy Kemp (Melnikov), David McCallum (Cyril Grantham), Judy Parfitt (Peggy Brooks), Adrian Zmed (Bert Firman), Cristine Rose (Miss Hayes), Michael Chieffo (Nikolai), John Lykes (Alexei), Eve Brenner (Irina)

## Lezione d'omicidio
- Titolo originale: Alma Murder
- Diretto da: Anthony Pullen Shaw
- Scritto da: Chris Manheim

Una vecchia compagna di college della signora Fletcher le chiede di raggiungerla al più presto, in quanto il loro amico Leon Walker è stato arrestato con l'accusa di omicidio. Jessica non può credere che un uomo pacifico come il professor Walker abbia commesso un crimine tanto grave, ma il punto è che l'uomo è reo confesso e non vuole saperne di ritrattare. La donna è convinta che lui stia coprendo qualcuno e così collabora con il procuratore distrettuale Paul Robbins, anch'egli suo vecchio compagno di studi, per far emergere la verità.
- Altri interpreti: Jason Beghe (Steve Chambers), E.G. Marshall (Prof. Leon Walker), Janice Rule (Margaret Stone), Dinah Shore (Emily Dyers), Dana Sparks (Karen Chambers), Kate Vernon (Rhonda Sykes), Ralph Waite (Paul Robbins), Lee de Broux (sergente Trask), Owen Bush (Hank), Felicia Lansbury (Sara Haines)

## Stazione di servizio
- Titolo originale: Truck Stop
- Diretto da: Vincent McEveety
- Scritto da: Philip Gerson

Prima di morire lo scrittore Walter Murray ha registrato un nastro in cui confessa di aver commesso due omicidi durante una sosta in una stazione di servizio mentre viaggiava con la signora Fletcher dal Nevada alla California. Jessica ripercorre così tutti gli eventi, ricordandosi di come Walter si fosse fermato in quel luogo incontrando il suo amore di gioventù Vera Gerakaris, sposata col titolare Pete Gerakaris, che di lì a poco venne ucciso.
- Altri interpreti: Elizabeth Ashley (Vera Gerakaris), Mike Connors (Walter Murray), Peter Haskell (Terence Locke), Ron Karabatsos (Pete Gerakaris), Andrew Prine (Roscoe), Jill Schoelen (Flora Gerakaris), Ken Swofford (sceriffo Tugman), Kristoffer Tabori (Desmond)

## I peccati di Castle Cove
- Titolo originale: The Sins of Castle Cove
- Diretto da: John Llewellyn Moxey
- Scritto da: Robert van Scoyk

Oltre alla signora Fletcher Cabot Cove può vantare un'altra concittadina famosa: Sybil Reed, che è stata una delle più brillanti allieve di Jessica, è infatti divenuta una scrittrice di successo pubblicando il bestseller "I peccati di Castle Cove". I compaesani però passano ben presto dall'orgoglio all'irritazione, poiché tra le pagine del romanzo la ragazza ha inserito tutti i segreti e i pettegolezzi locali. Sybil non comprende perché i concittadini siano stizziti ed è convinta di aver fatto un buon lavoro raccontando con dovizia di particolari la realtà di un piccolo paesino, con tutte le sue ipocrisie e i suoi intrighi. Nel romanzo però Sybil racconta anche di un omicidio, che ha per vittima una casalinga fedifraga assassinata dal marito geloso. Tutti capiscono che il personaggio è ispirato a Miriam Harwood e la donna fa di tutto per tenere nascosto il libro al violento e rozzo marito Noah, che quando lo scopre va su tutte le furie per essere stato umiliato agli occhi del paese. Appare quindi naturale che Noah sia il principale indiziato quando Miriam viene trovata morta in casa, con modalità che ricordano quelle descritte da Sybil.
- Altri interpreti: Julie Adams (Eve Simpson), Luke Askew (Noah Harwood), Frederick Coffin (Tim Mulligan), Gloria DeHaven (Phyllis Grant), Kathryn Grayson (Ideal Molloy), Page Hannah (Sybil Reed), Rosanna Huffman (Miriam Harwood), Graham Jarvis (Ellis Holgate), Ron Masak (sceriffo Mort Metzger), Ruth Roman (Loretta Spiegel), William Windom (dottor Seth Hazlitt), Will Nye (Floyd), Sally Klein (Corinne), Fran Ryan (Rose Mulligan), Joan Roberts (Janet Paisley), Stuart Nisbet (George Greer)

## L'eredità di Trevor Hudson
- Titolo originale: Trevor Hudson's Legacy
- Diretto da: Walter Grauman
- Scritto da: Paul Savage (sceneggiatura) ed Eric Houston (soggetto)

Jessica e la sua editrice Dorothy Westerfield sono nel Montana, invitate dal curatore editoriale Bob Jarrett, che nell'ultimo anno si è dedicato a perfezionare l'opera postuma del noto scrittore Trevor Hudson. Ora che il libro sta per essere pubblicato, Bob confessa di averlo praticamente scritto da solo, in quanto l'eredità letteraria di Hudson si limitava a poche righe. Jessica si mostra solidale con l'amico e lo invoglia a prendersi pubblicamente i meriti dell'opera, ma gli eredi di Hudson non sono d'accordo e ben presto Bob viene trovato morto.
- Altri interpreti: Georgia Brown (Dorothy Westerfield), Steve Forrest (sceriffo Hank Masters), Don Galloway (Andrew Hudson), Robert Klein (Barney Drake), Michael Learned (Maria Hudson), Yvette Nipar (Cat Hudson Drake), Robin Strand (Robert 'Bob' Jarrett), Barrie Youngfellow (Olivia Hudson), David Bradley (Adam Perry)

## Partita doppia
- Titolo originale: Double Exposure
- Diretto da: Anthony Pullen Shaw
- Scritto da: Robert E. Swanson

A Boston Jessica fa uno strano incontro: le sembra di riconoscere in un uomo il suo vecchio amico John Winslow, ma l'uomo invece nega di conoscerla. Perplessa, la signora Fletcher telefona a Maud, la moglie di John, la quale afferma che suo marito è morto per un attacco di cuore qualche mese prima. La versione di Maud è confermata da suo fratello Adam, medico curante di John, ma Jessica non può crederci e con l'intento di far luce sulla vicenda chiede aiuto a una sua vecchia conoscenza, l'investigatore privato Harry McGraw.
- Altri interpreti: Christine Belford (Maude Paulson Winslow), Earl Boen (sergente Howard Sternhagen), Jon Cypher (Nathan Swarthmore), Robert Hogan (agente FBI Guilfoyle), William Lucking (tenente Roy Quinlan), Karen Morrow (Gladys), Jerry Orbach (Harry McGraw), Andrew Stevens (Adam Paulson), Robert Alan Browne (Frank Coyle)

## Fuori gioco
- Titolo originale: Three Strikes, You're Out
- Diretto da: Seymour Robbie
- Scritto da: Donald Ross

La signora Fletcher si reca a Scottsdale per assistere al debutto di suo nipote Johnny in un'importante squadra di baseball, i Tucson Comets, ma la prima partita finisce male e Johnny si attribuisce la colpa della sconfitta. Nel corso della cena post-partita Jessica assiste a un litigio tra la bella giornalista sportiva Loretta Lee e Charley Holcomb, amico e compagno di squadra di Johnny. L'indomani Loretta viene ritrovata morta nella sua stanza, messa a soqquadro per inscenare una rapina finita male.
- Altri interpreti: Todd Bryant (Johnny Eaton), Bernie Casey (Doc Evans), Tim Dunigan (Charley Holcomb/Freddy Masters), Vince Edwards (Harry Dial), Shea Farrell (Pete Briggs), Terri Garber (Loretta Lee), Anne Lockhart (Roz Briggs), Robert Mandan (Irving Randolph), Reni Santoni (tenente Caceras), Paul Sorvino (Al Sidell), Beau Billingslea (Kel Murray), Rick Dean (Mike Warlop)

## Jessica e la mela (prima parte)
- Titolo originale: Mirror, Mirror, On the Wall (Part 1)
- Diretto da: Walter Grauman
- Scritto da: Peter S. Fischer

Per molti anni Eudora McVeigh è stata considerata la giallista più amata d'America. Adesso però la popolarità della donna è scemata e la scrittrice è stata superata nelle classifiche di vendita da Jessica Fletcher. Amareggiata e furiosa, Eudora si reca a Cabot Cove e si presenta alla porta di Jessica con un cesto di mele, fingendosi interessata alla sua amicizia. In realtà l'obiettivo di Eudora è quello di rubare alla sua rivale le bozze del suo prossimo libro, ma suo marito Hank la segue per poterla tenere d'occhio, preoccupato che abbia intenzioni peggiori.
- Altri interpreti: Richard Anderson (Lew Bracken), Shelley Fabares (Liza Caspar), David Hedison (Victor Caspar), Ken Howard (Hank Shipton), Ron Masak (sceriffo Mort Metzger), Daniel McDonald (Bobby Shipton), Jean Simmons (Eudora McVeigh Shipton), William Windom (dottor Seth Hazlitt), Will Nye (Floyd), Richard Erdman (Jonathan), William Bryant (Gadge)

## Jessica e la mela (seconda parte)
- Titolo originale: Mirror, Mirror, On the Wall (Part 2)
- Diretto da: Walter Grauman
- Scritto da: Peter S. Fischer

Eudora viene arrestata dallo sceriffo dopo che il dottor Hazlitt è stato ricoverato in gravi condizioni per aver assaggiato una delle mele del cesto che la scrittrice aveva donato a Jessica. Eudora giura di non aver avvelenato la mela e ammette di aver rubato gli appunti di Jessica, che crede alla sua versione. Intanto lo sceriffo Metzger si occupa delle indagini sull'investigatore morto.
- Altri interpreti: Richard Anderson (Lew Bracken), Shelley Fabares (Liza Caspar), David Hedison (Victor Caspar), Ken Howard (Hank Shipton), Ron Masak (sceriffo Mort Metzger), Daniel McDonald (Bobby Shipton), Jean Simmons (Eudora McVeigh Shipton), William Windom (dottor Seth Hazlitt), Will Nye (Floyd), Richard Erdman (Jonathan), William Bryant (Gadge)